# コシロ・バジリ
コシロ・バジリ（ペルシア語：حسین خسرو علی وزیری / Hossein Khosrow Ali Vaziri、1942年3月15日 - 2023年6月7日）は、イラン・テヘラン出身のプロレスラー。生年は1938年ともされた。
アイアン・シーク（The Iron Sheik）のリングネームで知られ、本来はアマチュアレスリングで鳴らした技巧派でありながら、反米ギミックのヒールとなってWWFなどで活躍した。

## 来歴
イランではクシュティやレスリングの選手として活躍し、モハンマド・レザー・パフラヴィーのボディーガードも務めていたという。レスリングではメキシコシティオリンピックのイラン代表であるとされるが、選手としての五輪出場経験は無く、1970年にイランからアメリカ合衆国に亡命後、翌年のAAU選手権に優勝し、1972年のミュンヘンオリンピック、1976年のモントリオールオリンピックに米国代表チームのアシスタント・コーチとして参加した。
1972年にAWAの世界チャンピオン兼オーナーであったバーン・ガニアに見出されてプロレスラーとしてデビュー。同じ時期にガニア・キャンプでトレーニングしていたメンバーには、リック・フレアー、ケン・パテラ、グレッグ・ガニアなどがいる。コーチは主にビル・ロビンソンが務めたが、当時の様子はフレアーの自著に詳しい。デビュー後の数年間はベビーフェイスとして、本名のコシロ・バジリ（Khosrow Vaziri）またはアリ・バジリ（Ali Vaziri）の名義で活動。そのレスリングの実力を見込まれ、ガニア・キャンプのトレーナーも兼任した。
1970年代後半より、アイアン・シーク（The Iron Sheik）と改名してヒールに転向し、セントラル・ステーツ、テキサス、太平洋岸北西部などNWAの各テリトリーを転戦。1977年にはニュージーランドにてリック・マーテルを破り、NWA英連邦ヘビー級王座を獲得。1978年4月18日にはオレゴンにてブル・ラモスと組み、ジェシー・ベンチュラ&ジェリー・オーツからNWAパシフィック・ノースウエスト・タッグ王座を奪取。同年7月24日にはカナダのバンクーバーにてテキサス・アウトローをパートナーに、トーナメントの決勝でドン・レオ・ジョナサン&ジェイク・ロバーツを下してNWAカナディアン・タッグ王座を獲得した。
1979年2月より、ハッサン・アラブ（Hussein Arab）の名義でWWFに登場。ボブ・バックランドが保持していたWWFヘビー級王座にも挑戦したが、当時はまだ近年のようにアメリカと中東の間での政治的衝突は無かった上、アラブ系ギミックの大御所としてザ・シークの存在が知られていたため、観客の反応は鈍かった。しかし同年11月、テヘランでアメリカ大使館人質事件が発生、皮肉にもこれが彼をトップ・ヒールの地位に押し上げることとなった。
以降はリングネームをアイアン・シークに定着させ、1980年はジム・クロケット・ジュニアが主宰していたノースカロライナのMACWを主戦場に活動。同年5月11日、ガニア・キャンプの同期生だったジム・ブランゼルからNWAミッドアトランティック・ヘビー級王座を奪取、11月1日にリッキー・スティムボートに敗れるまで戴冠した。その間、MACWと提携関係にあったトロントのメープル・リーフ・レスリングにも参戦、5月25日にデューイ・ロバートソン、8月10日にアンジェロ・モスカを破り、NWAカナディアン・ヘビー級王座も2度に渡って獲得している。ミッドアトランティックではジン・アンダーソンをマネージャーにジミー・スヌーカやボビー・ダンカンと共闘、1981年にはイワン・コロフやブラックジャック・マリガンと抗争した。
その後はルイジアナ、フロリダ、テネシー、ジョージアなど南部の主要テリトリーを転戦。エディ・グラハム主宰のCWFでは1982年2月20日、セントピーターズバーグにてアンドレ・ザ・ジャイアントとシングルマッチで対戦し、ジェリー・ジャレット主宰のCWAではジミー・ハートのファースト・ファミリーに加入してジェリー・ローラーやロン・バスと抗争。ジム・バーネット主宰のGCWでは1983年5月28日、トーナメント決勝でロニー・ガービンから反則勝ちを収め、空位となっていたNWAナショナルTV王座を獲得した。
1983年下期にWWFと再契約。フレッド・ブラッシーをマネージャーに迎え、同年12月26日、ニューヨークのマディソン・スクエア・ガーデンでバックランドのWWFヘビー級王座に挑戦。得意技のキャメルクラッチにより、バックランドのセコンドのアーノルド・スコーランからタオル投入を引き出し勝利、第12代のWWF王者となる。ベルト獲得から約4週間後の1984年1月23日にハルク・ホーガンに敗れてタイトルを失うが、ビンス・マクマホン・シニアからビンス・マクマホン・ジュニアへの本格的な体制移行の橋渡し役を担った存在意義は大きく、WWEの歴史にその名を残すことになった。
王座転落後は、同年よりスタートしたWWFの全米侵攻に主力ヒールとして参加、サージェント・スローターとの熾烈な抗争を展開した。1985年3月31日のレッスルマニア第1回大会では、ロシア人ギミックのニコライ・ボルコフとの反米タッグでバリー・ウインダム&マイク・ロトンドのUSエクスプレスを破り、WWF世界タッグ王座を獲得している。しかし1987年5月26日、マリファナとコカインの不法所持でニュージャージー州警察に逮捕され、1年間の保護観察処分を受けた後、WWFを解雇された。以後はAWA、WCCW、プエルトリコのWWCなどに出場していた。
1991年の湾岸戦争時、カーネル・ムスタファ（Col. Mustafa）と名乗ってWWFに復帰。「フセインに魂を売った男」としてヒールターンした旧敵スローターのパートナーとなり、ホーガンやハクソー・ジム・ドゥガン、アルティメット・ウォリアーと抗争を繰り広げた。1992年に現役を引退したが、インディー団体などで単発的に活動を続け、1997年にはザ・サルタンのマネージャーとして再度WWFに登場している。

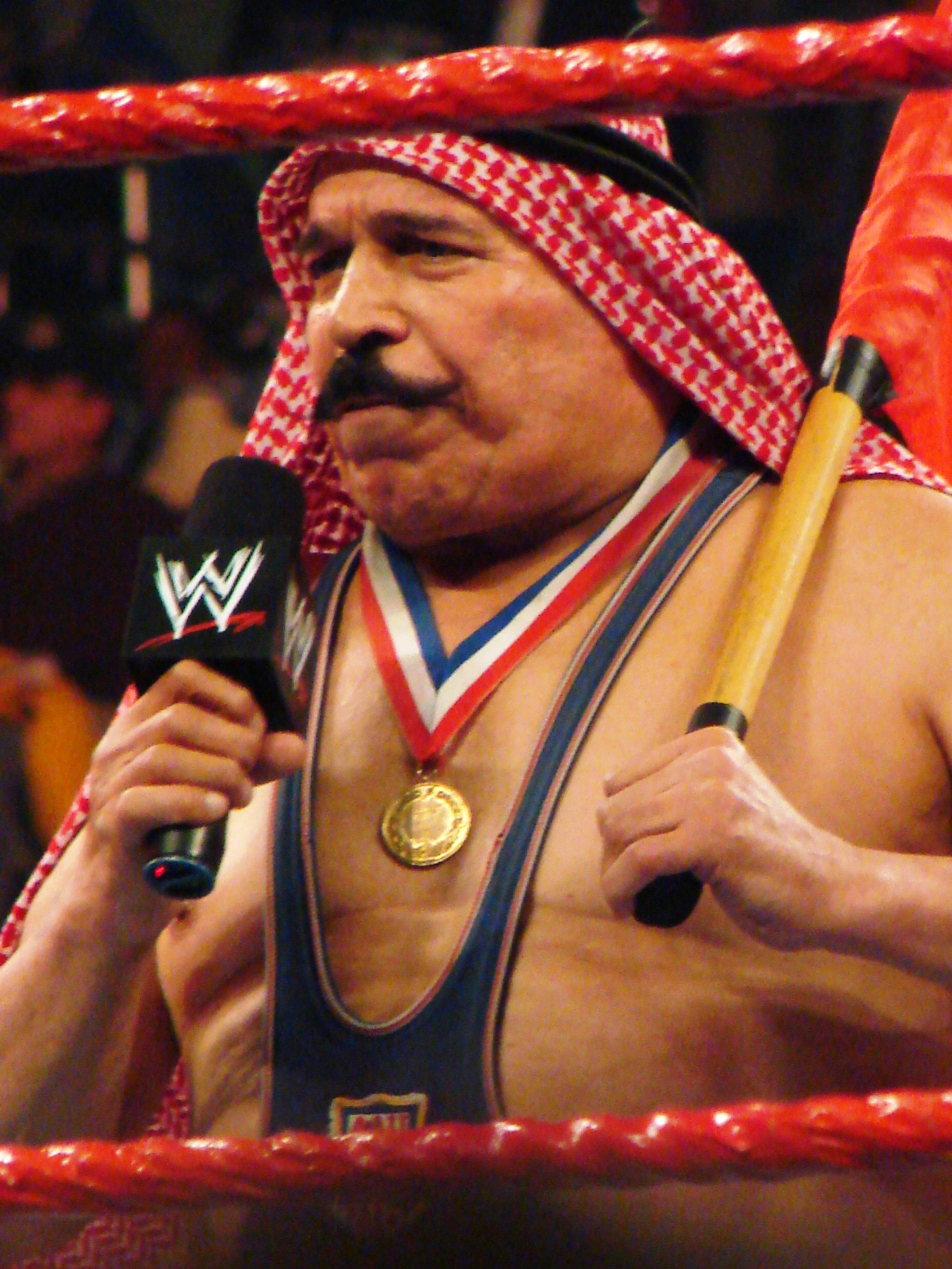
2008年

2001年のレッスルマニア17では、過去のWWF系レスラーが参加したギミック・バトルロイヤルにおいて優勝を飾った。この優勝の際、それまで一貫してヒールとしてブーイングを浴び続けた彼に対し、観客は大きな喝采を送った。2005年にはWWE殿堂に迎えられ、レッスルマニア21の前日に行われた表彰セレモニーでは、長年の宿敵であったスローターが殿堂入りのインダクターを務めた。
2023年6月7日、死去。81歳没。
日本には1974年4月に新日本プロレス、1976年5月には全日本プロレスにコシロ・バジリとして参戦。ヒール転向後のWWF参戦時は、1979年12月17日にマディソン・スクエア・ガーデンにおいて、アントニオ猪木のNWFヘビー級王座にハッサン・アラブのリングネームで挑戦、凄絶な流血戦を展開した。翌1980年2月末、WWFの提携ルートにより、アイアン・シークとして新日本プロレスへ久々に来日。4月3日の蔵前国技館大会ではスーパー・デストロイヤーと組んで坂口征二&長州力の北米タッグ王座に挑戦している。新日本では1982年3月開幕の第5回MSGシリーズにも参加したが、アメリカでの実績からすれば戦績は振るわなかった。1992年にはUWFインターナショナルに来日し、10月23日に日本武道館にて安生洋二と対戦した。

## 得意技
- キャメルクラッチ
- 各種スープレックス
- ジャーマン・スープレックス
  - アメリカではあまり使われなかったが、大きなブリッジで投げる。新日本プロレス来日時にはよく披露した。特に綺麗な形であったのは、1974年来日時の公開練習で披露したものと、1980年3月にタッグマッチで長州力に決めたものである。

## 獲得タイトル
WWF / WWE
- WWFヘビー級王座 : 1回[20]
- WWFタッグ王座 : 1回（w / ニコライ・ボルコフ）[23]
- WWE殿堂 : 2005年[27]

オールスター・プロレスリング
- NWA英連邦ヘビー級王座 : 1回[9]

NWAオールスター・レスリング
- NWAカナディアン・タッグ王座（バンクーバー版） : 1回（w / テキサス・アウトロー）[11]

パシフィック・ノースウエスト・レスリング
- NWAパシフィック・ノースウエスト・タッグ王座 : 1回（w / ブル・ラモス）[10]

ミッドアトランティック・チャンピオンシップ・レスリング
- NWAミッドアトランティック・ヘビー級王座 : 1回[15]

メープル・リーフ・レスリング
- NWAカナディアン・ヘビー級王座（トロント版） : 2回[16]

ジョージア・チャンピオンシップ・レスリング
- NWAナショナルTV王座 : 1回[19]

NWA2000
- NWAアメリカン・ヘリテージ王座 : 1回

ナショナル・レスリング・アライアンス
- NWA殿堂：2008年[35]

## マネージャー
- グラン・ウィザード（WWF） ※ハッサン・アラブ時代
- ジン・アンダーソン（MACW）
- スカンドル・アクバ（MSWA）
- J・J・ディロン（CWF）
- ジミー・ハート（CWA）
- ポール・エラリング（GCW）
- フレッド・ブラッシー（WWF）
- スリック（WWF）
- ジェネラル・アドナン（WWF）